# Eclipta collarti
Eclipta collarti là một loài bọ cánh cứng thuộc họ Xén tóc. Loài này được Ernst Fuchs mô tả năm 1959.